# Cahya variabilis
Cahya variabilis är en insektsart som beskrevs av Delong 1945. Cahya variabilis ingår i släktet Cahya och familjen dvärgstritar. Inga underarter finns listade i Catalogue of Life.